# Reformierte Kirche Beinwil am See

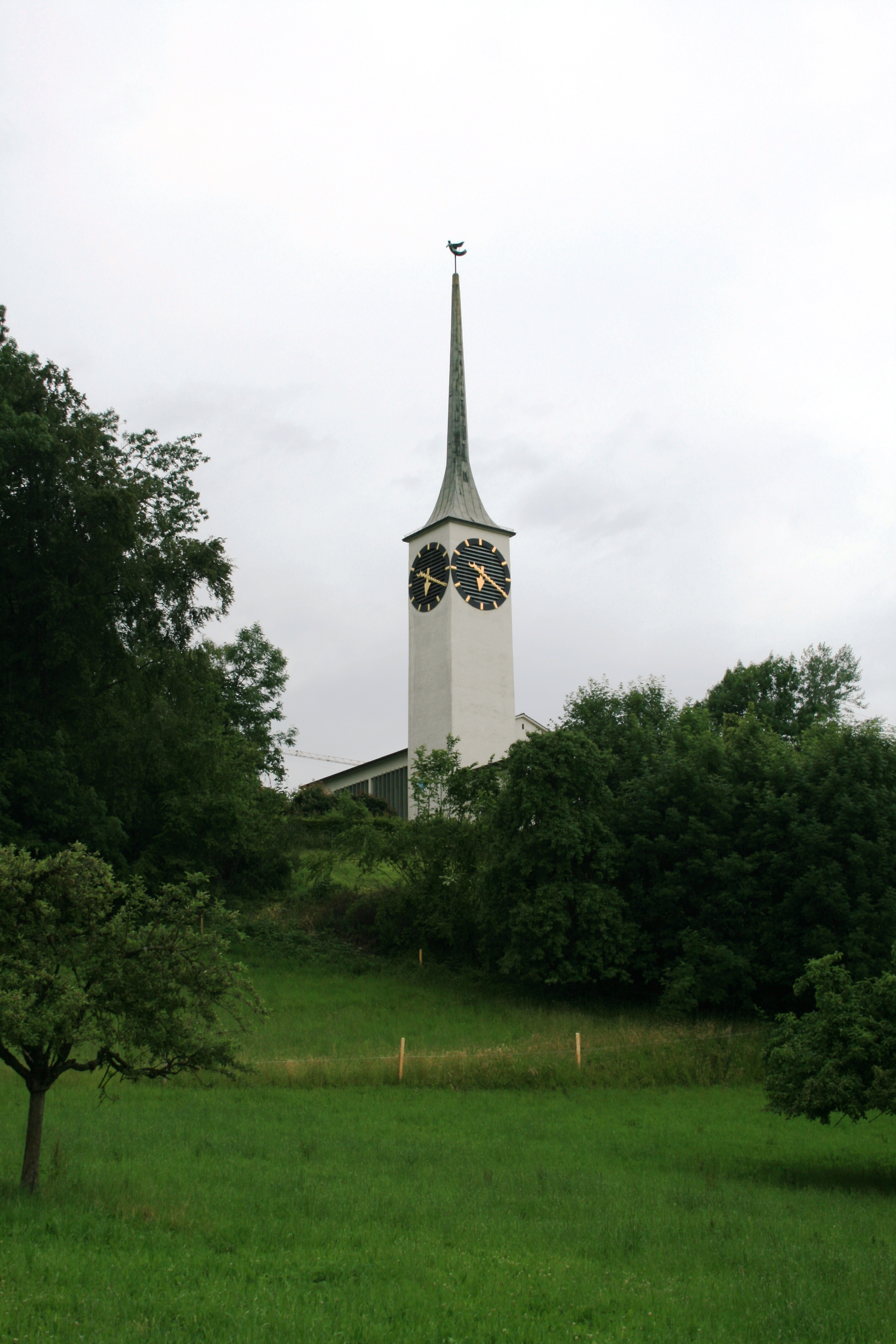
Reformierte Kirche Beinwil

Die reformierte Kirche Beinwil ist die Dorfkirche der aargauischen Gemeinde Beinwil am See in der Schweiz. Die Kirche gehört zur Reformierten Kirche Aargau in der Evangelisch-reformierten Kirche Schweiz.
Die reformierte Kirche in Beinwil ist ein Schweizer Kulturgut von nationaler Bedeutung.

## Geschichte
Beinwil gehörte ursprünglich zur luzernischen Pfarrei Pfeffikon. Nachdem 1528 im Berner Aargau die Reformation eingeführt worden war, erlaubte der Rat der Stadt Bern den Bau einer Kirche in Reinach. Bis 1932 gehörten die reformierten Beinwiler zur Kirchgemeinde Reinach, seither bildet Beinwil eine selbständige Kirchgemeinde.
In einem Architektenwettbewerb für eine eigene Kirche in Beinwil errang 1934 der Luzerner Architekt Armin Meili, der nachmalige Architekt der Schweizerischen Landesausstellung von 1939 in Zürich, den ersten Platz. Die Kirche wurde anschliessend gemäss Meilis Projekt nördlich des Areals des bereits einige Jahre vorher errichteten Friedhofs erbaut und 1935 eingeweiht. Zu diesem Zeitpunkt verfügte die Kirche über 376 Sitzplätze im Schiff und hundert auf der Empore.
1985 und 1999 fanden Renovierungen des Inneren statt. Im Jahr 2015 wurde die Kirche nochmals umfangreich renoviert.

## Beschreibung

### Äusseres
Der Kirchenbau besteht aus mehreren Baukörpern: an das Kirchenschiff sind im Westen ein kleiner niedrigerer Chor und im Osten ein ebenfalls niedrigerer Eingangsvorbau angegliedert. Auf der Südseite erhebt sich an der Schnittstelle von Kirchenschiff und Eingangsbau der 53 Meter hohe Kirchturm mit quadratischem Grundriss, dessen Helm sich rasch zu einer dünnen Spitze verengt, die mit einem Posaune blasenden Engel bekrönt ist. Die auf allen vier Seiten zu sehenden Zifferblätter der Turmuhr entsprechen in ihrem Durchmesser beinahe der Seitenbreite des Turmschafts und sind daher weithin sichtbar. Die dunkle Fläche dieser Zifferblätter ist aus Lamellen gearbeitet, hinter denen die Glocken in der Glockenstube hängen.

### Inneres
Die Kirche wird über eine Treppe von der Seite neben dem Turm durch ein parabelförmiges mit kunstvollen Beschlägen verziertes Portal betreten. Die Parabelform findet eine Entsprechung in der Chornische, die im oberen Bereich von einem halbrunden Buntglasfenster abgeschlossen wird; der untere Bereich war ursprünglich der Platz der Orgel und ist nun mit einer lamellenartigen Holzwand geschlossen. Das mit flacher Holzdecke überspannte Kirchenschiff hat zwei sehr unterschiedliche Seitenwände: die südliche Wand ist bis auf einen Sockelbereich fast vollständig mit Klarglas verglast, während die gegenüberliegende Wand vollständig geschlossen ist, dafür aber ein über die gesamte Fläche reichendes zehnteiliges Gemälde in zwei Reihen enthält. In der oberen Reihe sind die entscheidenden Stationen aus dem Leben Jesu dargestellt, in der unteren Reihe sind dem prägende Stationen des menschlichen Lebens gegenübergestellt. Dieses Gemälde stammt von den Beinwiler Kunstmalern Paul Eichenberger und Eugen Maurer. Paul Eichenberger hat auch das figurenreiche Buntglasfenster der Chornische entworfen, das im Zentrum die Geburt Christi zeigt und darum herum Szenen, die mit der Weihnachtsgeschichte verbunden sind. An der Kanzel gibt es eine weitere künstlerische Gestaltung: dort treten die Figuren der Apostel Petrus, Paulus und Johannes als Halbreliefs aus dem Holz der Brüstung, eine Arbeit des Bildhauers Eduard Spörri aus dem Jahr 1945.

### Orgel
Eine Orgel mit 25 Registern auf zwei Manualen und Pedal von Orgelbau Kuhn wurde 1935 auf einem Podest in der Chornische vor dem Chorfenster errichtet. Die Orgelpfeifen standen frei, ein Orgelgehäuse gab es nicht. 1999 wurde dieses Instrument durch eine neue zweimanualige Orgel von Orgelbau Graf mit 23 Registern ersetzt. Die Orgel steht nun auf der erneuerten Empore im hinteren Teil der Kirche. Der Prospekt in einem rechteckigen Gehäuse aus hellem Holz ist in elf Felder aufgeteilt, wobei das mittlere mit den größten Orgelpfeifen spornartig herausragt.

## Glocken
Das fünfstimmige Glockengeläut des Turms wurde 1935 in der Giesserei H. Rüetschi in Aarau gegossen. Die folgende Übersicht zeigt die Daten und Inschriften der einzelnen Glocken.
| Glocke | Gewicht | Schlagton | Inschrift                                                                                          |
| ------ | ------- | --------- | -------------------------------------------------------------------------------------------------- |
| 1      | 3576 kg | b°        | «Heilig, heilig, heilig ist der Herr Zebaoth, alle Lande sind seiner Ehre voll». Jesaja 6,3        |
| 2      | 2124 kg | des′      | «Kommet her zu mir alle, die ihr mühselig und beladen seid; ich will euch erquicken». Matt. 11, 28 |
| 3      | 1567 kg | es′       | «Alles ist euer, ihr aber seid Christi, Christus aber ist Gottes». 1. Kor. 3,22/23                 |
| 4      | 1028 kg | f′        | «Herr, hilf deinem Volk und segne dein Erbe.» Psalm 28,9                                           |
| 5      | 598 kg  | as′       | «Amen, ja komm, Herr Jesu! Die Gnade unsers Herrn Jesu Christi sei mit euch allen!» Offb 22,20/21  |